# Ватлин, Александр Юрьевич
Алекса́ндр Ю́рьевич Ватлин (род. 15 января 1962, Ашхабад, Туркменская ССР) — российский историк-германист, специалист по истории Коминтерна и Коммунистической партии Германии. Доктор исторических наук (1998), профессор кафедры новой и новейшей истории стран Европы и Америки исторического факультета МГУ им. М. В. Ломоносова (с 2006).

## Биография
Окончил истфак МГУ (1984). В 1988—1991 годах научный сотрудник отдела истории Коминтерна Института теории и истории социализма (Института марксизма-ленинизма при ЦК КПСС). С 1991 года директор программы «Современная история» Института прав человека и демократии. С 1997 года преподаватель, с 2006 года профессор кафедры новой и новейшей истории исторического факультета МГУ им. М. В. Ломоносова. В 2000—2001 годах стипендиат фонда имени Александра Гумбольдта на кафедре истории Восточной Европы Марбургского университета.

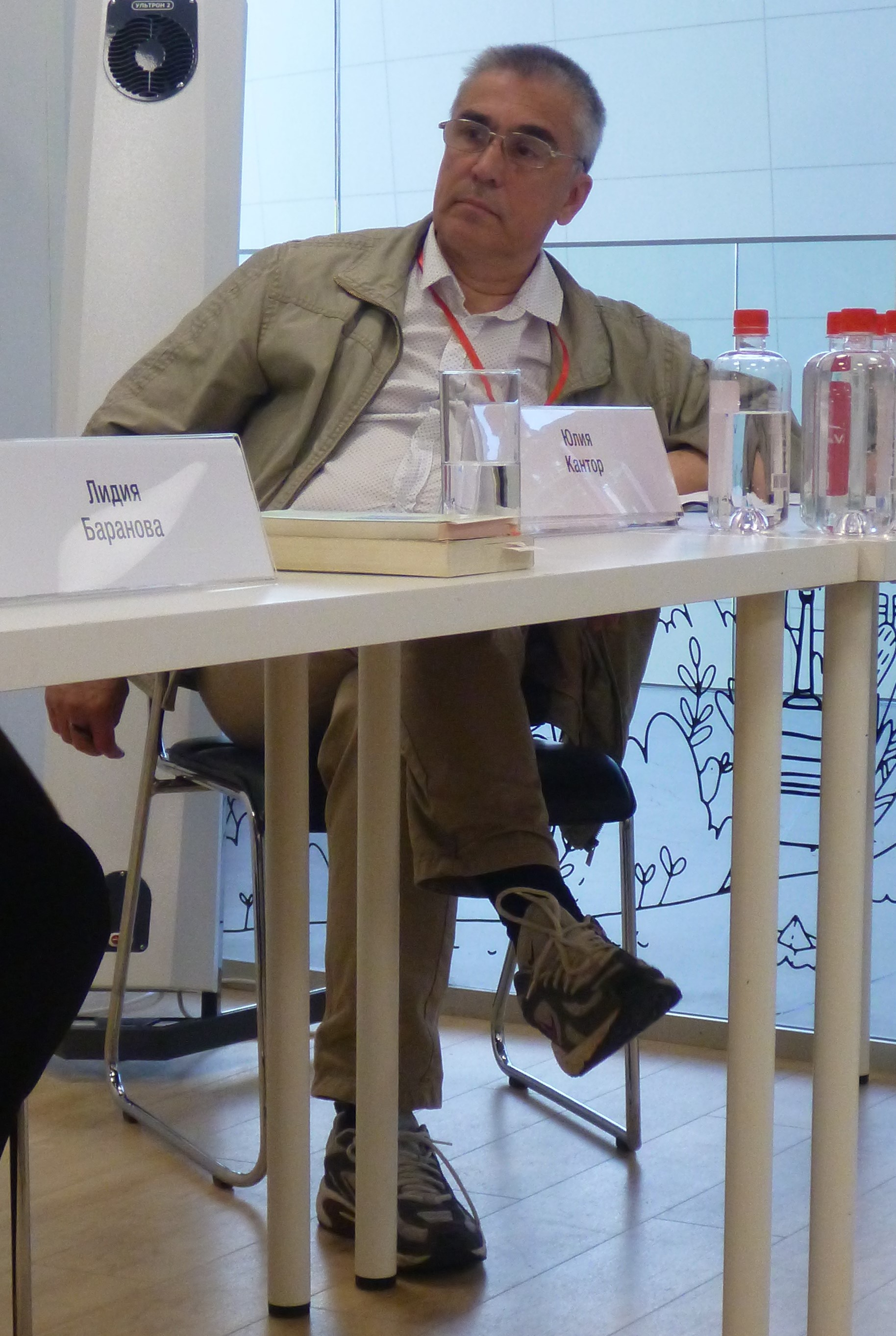
Александр Ватлин в Ельцин-центре, 23 июня 2022 года

В 1987 году защитил кандидатскую диссертацию «Возрождение социал-демократической партии в Западной Германии 1945—1949 гг».
В 1998 году защитил докторскую «ВКП(б) и Коминтерн в 20-е годы. Проблема взаимоотношений».

## Научные работы

### Монографии
- Л. Д. Троцкий и Коминтерн (1923—1933). М., 1991;
- Коминтерн: первые десять лет. Исторические очерки. М., 1993 (также на нем. яз.);
- Германия в XX веке. — М.: РОССПЭН, 2002. — 336, [32] с. — ISBN 5-8243-0293-6.
  - Германия в XX веке / А. Ю. Ватлин. — М.—Берлин: Директ-Медиа, 2014. — 476 с.
- Террор районного масштаба: «Массовые операции» НКВД в Кунцевском районе Московской области 1937—1938 гг.. — М.: Российская политическая энциклопедия (РОССПЭН), 2004. — 256, [32] с. — 700 экз. — ISBN 5-8243-0511-0.
- Коминтерн: идеи, решения, судьбы. — М.: РОССПЭН, 2009. — 374 с. — (История сталинизма). — ISBN 978-5-8243-1095-5.
- Австрия в XX веке: учебное пособие для вузов / А. Ю. Ватлин. — М.—Берлин: Директ-Медиа, 2014.
- Второй конгресс Коминтерна: точка отсчета истории мирового коммунизма. — М.: Политическая энциклопедия, 2019. — 173 с.:ил. ISBN 978-5-8243-2299-6.
- Большевики и коммунисты. Советская Россия, Коминтерн и КПГ в борьбе за германскую революцию 1918-1923 гг. — М.: Политическая энциклопедия, 2024. — 470 с. — ISBN 978-5-8243-2571-3.

### Избранные статьи
- Новые данные о взаимоотношении трёх Интернационалов (1919—1922) // Новая и новейшая история. 1993. № 4;
- Кадровая политика и чистки в Коминтерне // Der Terror. Stalinistische Parteisaeuderungen 1936—1953. Мannheim, 1998;
- Теория и практика мировой революции в восприятии межвоенной Европы // Politics and Society under the Bolsheviks. London, 1999;
- Сопротивление диктатуре как научная проблема: германский опыт и российская перспектива // Вопросы истории. — 2000. — № 11-12. — C. 20-37.